# سيسيل ألدرسون
سيسيل ألدرسون (بالإنجليزية: Cecil Alderson)‏ هو قسيس ناميبي، ولد في 1900، وتوفي في 1968.